# 사휘
사휘(士徽, ? ~ 226년)는 중국 삼국 시대의 인물로, 창오군 광신현(廣信縣) 사람이다. 교지태수 사섭의 아들로, 사섭 사후 독립을 꾀하였으나 손권에게 진압되었다.

## 생애
사섭이 죽자 손권(孫權)으로부터 안원장군(安遠將軍) 및 구진태수(九眞太守)에 임명되었으나, 이에 불만을 품었다.
손권이 교주자사(交州刺史)로 대량(戴良), 후임 교지태수(交趾太守)로 진시(陳時)를 보내자, 이에 반발하여 군사를 일으켰다. 손권은 여대(呂岱)를 보내어 물리치도록 하였으나, 사휘의 저항이 완강하여 성을 함락시키지 못하였다
후에 형 사지(士祗)의 권고로, 자신의 목숨을 보장한다는 조건으로 항복하였으나 다음날 형제들과 함께 여대에게 죽임을 당하였다.

## 사휘의 친족관계
사(賜)┳섭(燮)┳흠(廞)

　　　┃　　　┣지(祗)

　　　┃　　　┣휘(徽)

　　　┃　　　┣간(幹)

　　　┃　　　┣송(頌)

　　　┃　　　┣　□

　　　┃　　　┣　□

　　　┃　　　┗　□

　　　┣일(壹)━광(匡)

　　　┣유(黃+有)

　　　┗무(武)

## 사휘를 섬긴 사람들
- 감례[甘醴]
- 환치[桓治]

## 같이 보기
- 진수 (서진)
- 삼국지